# Championnats d'Afrique de gymnastique rythmique 2022
Navigation
Charm el-Cheikh 2020 Moka 2023
Les championnats d'Afrique de gymnastique rythmique 2022 se déroulent du 17 au 19 juin 2022 au Caire, en Égypte.
Les championnats comprennent des épreuves seniors et juniors. 

## Médaillées seniors
| Épreuve                       | Or                                                                                      | Argent                                                                          | Bronze                                        |
| ----------------------------- | --------------------------------------------------------------------------------------- | ------------------------------------------------------------------------------- | --------------------------------------------- |
| Finales par équipes seniors   |                                                                                         |                                                                                 |                                               |
| Équipes                       | Égypte Aliaa Saleh Farida Hussein Jomana Abouelmagd Amina Sobeih                        | Afrique du Sud Yulia Galukhin Stephanie Dimitrova Kayla Rondi Shannon Gardiner  | Angola Luana Gomes Sofia Higino Aysha Morgado |
| Finales individuelles seniors |                                                                                         |                                                                                 |                                               |
| Concours général              | Aliaa Saleh (EGY)                                                                       | Farida Hussein (EGY)                                                            | Yulia Galukhin (RSA)                          |
| Cerceau                       | Farida Hussein (EGY)                                                                    | Aliaa Saleh (EGY)                                                               | Stephanie Dimitrova (RSA)                     |
| Ballon                        | Aliaa Saleh (EGY)                                                                       | Stephanie Dimitrova (RSA)                                                       | Jomana Abouelmagd (EGY)                       |
| Massues                       | Farida Hussein (EGY)                                                                    | Aliaa Saleh (EGY)                                                               | Luana Gomes (ANG)                             |
| Ruban                         | Aliaa Saleh (EGY)                                                                       | Farida Hussein (EGY)                                                            | Yulia Galukhin (RSA)                          |
| Finales en groupe senior      |                                                                                         |                                                                                 |                                               |
| Général                       | Égypte Nazly Bahnas Khadija Byoumy Sandrie Behairy Laila Darwish Malak Gaber Dana Salem | Tunisie Eya Derouiche Khadija El Cadhi Islem Karabi Rym Ouechteti Yakin Sghaier | Non attribuée                                 |
| 5 ballons                     | Égypte Nazly Bahnas Khadija Byoumy Sandrie Behairy Laila Darwish Malak Gaber Dana Salem | Tunisie Eya Derouiche Khadija El Cadhi Islem Karabi Rym Ouechteti Yakin Sghaier | Non attribuée                                 |
| 3 cerceaux + 2 massues        | Égypte Nazly Bahnas Khadija Byoumy Sandrie Behairy Laila Darwish Malak Gaber Dana Salem | Tunisie Eya Derouiche Khadija El Cadhi Islem Karabi Rym Ouechteti Yakin Sghaier | Non attribuée                                 |